# Ioana Ilie
Ioana Ilie (n. 24 iunie 1988, Sibiu, România) este o pianistă, compozitoare și improvizatoare română.

## Biografie
Ioana Ilie a primit prima lecție de pian la vârsta de patru ani și a devenit în scurt timp premiantă la numeroase concursuri naționale și internaționale. Câștigarea concursului Constantin Silvestri din 2005 a dus la obținerea unei burse de un an la Școala Pocklington din York, Anglia.  Din 2007 până în 2012 a studiat pianul cu Adrian Oetiker la Academia de Muzică din Basel, precum și compoziția cu Balz Trümpy⁠(d) și improvizația cu Rudolf Lutz⁠(d). În 2014 i-a fost acordată o bursă de trei ani de banca privată Notenstein La Roche. În paralel cu activitatea concertantă și pedagogică, între 2018 și 2020 a absolvit un al doilea master în acompaniament vocal cu Jan Schultsz⁠(d) și dirijat instrumental cu Rodolfo Fischer.
Ioana Ilie a debutat ca solistă cu Concerto Pentru Pian Nr. 1 de Beethoven alături de Orchestra Filarmonicii din Sibiu și dirijorul japonez Fumio Akhizaky. Au urmat numeroase recitaluri și concerte în România, Bulgaria, Germania, Țările de jos, Spania, Regatul Unit, Elveția, precum și turnee prin SUA și Japonia. 
Descrisă de publicația Badische Zeitung drept „maestră a improvizației”, pianista româno-elvețiană apare cel mai des pe scenele lumii în postura de susținătoare a improvizației clasice, un talent în mare parte dispărut din prestațiile muzicienilor moderni. În colaborare cu fotograful Jeffrey Thomas Skrob a lansat în 2018 un curs online de improvizație clasică disponibil în trei niveluri.
Din 2011 până în 2015 Ilie a predat improvizația la Academia de Muzică Trossingen⁠(d) iar din 2015 predă pianul la Școala de Muzică din cadrul Academiei din Basel. Este adesea invitată în juriile concursurilor de pian și oferă des cursuri de măiestrie precum în cadrul Festivalului de muzică improvizată din Lausanne.

## Activitatea compozițională
Lucrările Ioanei au fost interpretate în premieră în țări precum România, Regatul Unit, Germania, SUA și Elveția. În 2012 Ansamblul Phoenix i-a interpretat Legenda pentru cvintet de coarde sub conducerea lui Jürg Henneberger în cadrul Festivalului de Muzică Contemporană Attacca în Basel.
În 2017 a lansat primul ei album, intitulat „On Cloud Ten” . Acesta include lucrări de Ludwig van Beethoven, Frédéric Chopin precum și compoziția sa pentru pian solo, Norii.
Al doilea album, Zōdion, a fost lansat în 2024 și include colecția cu același nume: 12 compoziții pentru pian inspirate de semnele zodiacale, compuse între 2017 și 2024.
Cea mai recentă compoyiție a sa, Luceafărul , inspirată de poemul cu același nume de Mihai Eminescu, a fost comandată de Societatea Corală din Basel⁠(d) și va fi interpretată în premieră în noiembrie 2025 la Stadtcasino Basel.
Compozițiile Ioanei sunt publicate de editura Universal Edition⁠(d) din Viena.

## Catalogul compozițiilor

### Lucrări pentru pian solo
- Sonata pentru pian în Mi bemol major, 2000–2001
- Sonata pentru pian în Mi bemol minor, 2002
- Variațiuni pe o temă de J. Dowland, 2005
- Sonată pentru pian în Fa minor, 2008
- Fantezie, 2008
- Variațiuni pe o temă de GF Haendel, 2009
- Piese lirice: Improvizații în stilul lui J. Brahms, 2010–13
- Trei piese ușoare pentru pian: 1. Picături de apă, 2. La amurg, 3. Într-o duminică , 2016
- Norii, 2017
- Zōdion, 2024

### Muzică de cameră și compoziții vocale cu acompaniament de pian
- Sonata pentru vioară în La minor, 2003, rev. 2015
- Adagio și Fugă pentru cvartet de coarde, 2004, rev. 2009
- Patru cântece pentru soprană și pian . Texte de Rebekkah Läuchli, 2007
- Legendă pentru cvintet de coarde, 2011–2012
- Patru cântece pentru altistă, violoncel și pian . Texte de Wolfgang Borchert, 2012
- Trio cu pian în Fa diez minor, 2012–2013
- Trei interludii pentru violoncel solo, 2013
- Da Dona Nobis Pacem pentru cor de femei și pian, 2014
- ADElina, Un omagiu adus Adelinei Oprean⁠(d), pentru vioară și pian, compusă împreună cu Mathias Inoue, 2015
- Străinul. Cinci cântece pentru soprană și pian. Texte de Sarah Baxter, 2021[8][9]

### Lucrări pentru orchestră
- Das Wort (Cuvântul), oratoriu de mică amploare pentru mezzosoprană și orchestră, texte de C.W. Berg, E. Weber și S. Jakob, 2017
- Luceafărul, basm pentru soprană, bariton, cor mixt și orchestră, text de M. Eminescu, 2025

## Publicații
- Înregistrare CD, On Cloud Ten, Sheva Collections, 2017
- Curs online de improvizație clasică, Pianist Academy, 2018
- Înregistrare CD, Zōdion, 2024